# 王璽 (成化進士)
王璽（1448年—？），字廷信，四川重慶府合州人，民籍，明朝政治人物。

## 生平
四川鄉試第四十名舉人，成化二十三年（1487年）中式丁未科會試第三百三十九名，二甲第二名進士。授戶科給事中，弘治九年（1496年）十一月升湖廣布政使司右參議，十四年十二月考察去職。

## 家族
曾祖王友仁；祖父王朝忠；父王淵。母祝氏，贈孺人。具庆下。弟王璘。王璘孫王嘉賓。